# 東塩田駅
東塩田駅（ひがししおだえき）は、かつて長野県小県郡塩田町（現在の上田市）にあった上田丸子電鉄西丸子線の駅（廃駅）である。

## 歴史
- 1926年（大正15年）8月12日：上田温泉電軌依田窪線の鈴子駅（すずこえき）として開業。
- 1939年（昭和14年）8月30日：上田電鉄に社名変更。地方鉄道となり西丸子線と改称。
- 1943年（昭和18年）10月21日：上田電鉄と丸子鉄道が合併して上田丸子電鉄が発足。上田丸子電鉄の西丸子線の駅となる。
- 1953年（昭和28年）7月15日：東塩田駅に改称。
- 1961年（昭和36年）6月29日：同月25日の梅雨前線豪雨被害により休止となる。
- 1963年（昭和38年）11月1日：西丸子線廃止にともない廃駅となる。

## 駅構造
当駅は旧小県郡東塩田村・富士山村→東塩田村(後に合併し塩田町となる)唯一の駅舎設置・駅員配置・交換駅であった。上田丸子電鉄西丸子線が上田温泉電気軌道依田窪線として開業した当時は中間駅で、駅舎を持ちつつ駅員を配置し、交換設備を持った駅は御岳堂駅と当駅の2つだけであった。
駅は変則的な構造であり、駅舎の隣に下りのホームをもち、真正面に上りのホームを持つという仕組みであった。すなわち変則型の2面ホームであった。

## 廃止後の状況
廃止後、駅跡地及び路線跡は農地改良事業により整理され、田圃ならびに住宅地となって跡形もなくなっている。
路線の廃止後、東塩田と鈴子の2つのバス停留所が設置された。結果的には、当駅は2つの停留所として分割・継承されたことになる。

## 隣の駅
上田丸子電鉄
西丸子線
石神駅 - 東塩田駅 - 富士山駅